# Vadu Crișului
Vadu Crișului est une commune roumaine du județ de Bihor, en Transylvanie, dans la région historique de la Crișana et dans la région de développement Nord-Ouest.

## Géographie
La commune de Vadu Crișului est située dans l'est du județ, dans la vallée et le long du défilé du Crișul Repede, entre les Monts Plopiș au nord et les Monts Pădurea Craiuliu au sud, à 14 km au sud-est d'Aleșd et à 53 km à l'est d'Oradea, le chef-lieu du județ.
La municipalité est composée des quatre villages suivants, nom hongrois, (population en 2002) :
- Birtin, Bertény (407) ;
- Tomnatic, Tomnatek (409) ;
- Topa de Criș, Köröstopa (477) ;
- Vadu Crișului, Rév (1 954), siège de la commune.

## Histoire
La première mention écrite du village de Vadu Crișului date de 1256 sous le nom de Portus Crisy. Son nom hongrois Rév ou roumain Vad signifie "gué". La commune a une grande importance stratégique car située sur l'un des rares passages aisés  entre Transylvanie et Grande Plaine hongroise.
La commune, qui appartenait au royaume de Hongrie, en a donc suivi l'histoire. En 1316, elle fait partie des terres de la Couronne, mais dès 1425, elle est donnée en fief à la famille hongroise des Laczkfí. Au début du XIXe siècle, Vadu Crișului est la propriété des Zichy Domokos.
Après le compromis de 1867 entre Autrichiens et Hongrois de l'empire d'Autriche, la principauté de Transylvanie disparaît et, en 1876, le royaume de Hongrie est partagé en comitats. Vadu Crișului intègre le comitat de Bihar (Bihar vármegye).
À la fin de la Première Guerre mondiale, l'Empire austro-hongrois disparaît et la commune rejoint la Grande Roumanie au traité de Trianon.
Un événement marquant dans l'histoire communale se produit le 6 juin 1930, Carol, le prince héritier du royaume de Roumanie, le futur Carol II fait un atterrissage d'urgence dans le village. Il est secouru par des villageois qui bénéficieront ensuite de sa reconnaissance et le village s'est même appelé brièvement Vadu lul Carol.
En 1940, à la suite du deuxième arbitrage de Vienne, elle est annexée par la Hongrie jusqu'en 1944, période durant laquelle sa communauté juive est exterminée par les nazis. Vadu Crișului est occupée le 14 octobre 1944 par l'armée soviétique. Cependant, tous les ouvrages d'art de la ligne de chemin de fer Bucarest-Oradea (tunnels, ponts) avaient été détruits par les troupes hongroises et allemandes en retraite. Elle réintègre la Roumanie après la Seconde Guerre mondiale au traité de Paris en 1947.

## Politique
| Période                                  | Période  | Identité            | Étiquette | Qualité |
| ---------------------------------------- | -------- | ------------------- | --------- | ------- |
| Les données manquantes sont à compléter. |          |                     |           |         |
| 1996                                     | En cours | Dorel Florian Cosma | PNL       |         |

| Parti | Parti                                      | Sièges |
| ----- | ------------------------------------------ | ------ |
|       | Parti national libéral (PNL)               | 5      |
|       | Parti social-démocrate (PSD)               | 3      |
|       | Union démocrate magyare de Roumanie (UDMR) | 3      |
|       | Parti Roumanie unie (PRU)                  | 1      |

## Religion
En 2002, la composition religieuse de la commune était la suivante :
- Chrétiens orthodoxes, 66,65 % ;
- Réformés, 16,53 % ;
- Baptistes, 8,77 % ;
- Pentecôtistes, 4,51 % ;
- Grecs-Catholiques, 2,34 % ;
- Catholiques romains, 0,59 %.

## Démographie
En 1910, à l'époque austro-hongroise, la commune comptait 3 038 Roumains (79,42 %), 920 Hongrois (23,14 %) et 14 Slovaques (0,35 %).
En 1930, on dénombrait 3 132 Roumains (77,89 %), 771 Hongrois (19,17 %), 60 Juifs (1,49 %), 31 Roms (0,77 %) et 21 Slovaques (0,52 %).
En 1956, après la Seconde Guerre mondiale, 3 794 Roumains (76,23 %) côtoyaient 1 084 Hongrois (21,78 %), 11 rescapés juifs (0,22 %) et 80 Roms (1,61 %).
En 2002, la commune comptait 3 225 Roumains (72,54 %), 845 Hongrois (19,27 %), 302 Roms (6,88 %), 7 Slovaques (0,11 %) et 5 Allemands (0,15 %). On comptait à cette date 1 517 ménages et 1 314 logements.
| 1880  | 1890  | 1900  | 1910  | 1920  | 1930  | 1941  | 1956  | 1966  |
| ----- | ----- | ----- | ----- | ----- | ----- | ----- | ----- | ----- |
| 2 229 | 3 088 | 3 647 | 3 975 | 3 237 | 4 021 | 4 789 | 4 977 | 5 130 |

| 1977  | 1992  | 2002  | 2007  | - | - | - | - | - |
| ----- | ----- | ----- | ----- | - | - | - | - | - |
| 5 221 | 4 609 | 4 385 | 4 276 | - | - | - | - | - |

## Économie
L'économie de la commune repose sur l'agriculture, l'élevage, la céramique et le tourisme.

## Communications

### Routes
Vadu Crișului est située sur la route régionale DJ108I qui conduit vers Șuncuiuș et Bratca au sud-est et Birtin, Dobrocionești, Măgești, Aștileu et Aleșd au nord-ouest. La route nationale Oradea-Cluj-Napoca traverse le village de Topa de Criș.

### Voies ferrées
Vadu Crișului est desservie par la ligne Oradea-Cluj-Napoca des Chemins de fer roumains.

## Lieux et monuments
- Vadu Crișului, église orthodoxe des Sts Archanges, datant de 1884, classée monument historique[6] ;
- Birtin, église orthodoxe datant de 1800[6] ;
- Réserve naturelle du défilé du Crișul Repede (superficie : 219,7 ha) ;
- Grotte Vadu Crișului, découverte dans du calcaire crétacé en 1903 à 305 m d'altitude, d'une longueur de 1 570 m.